# Blekholmen, Helsingfors
För andra betydelser, se Blekholmen.

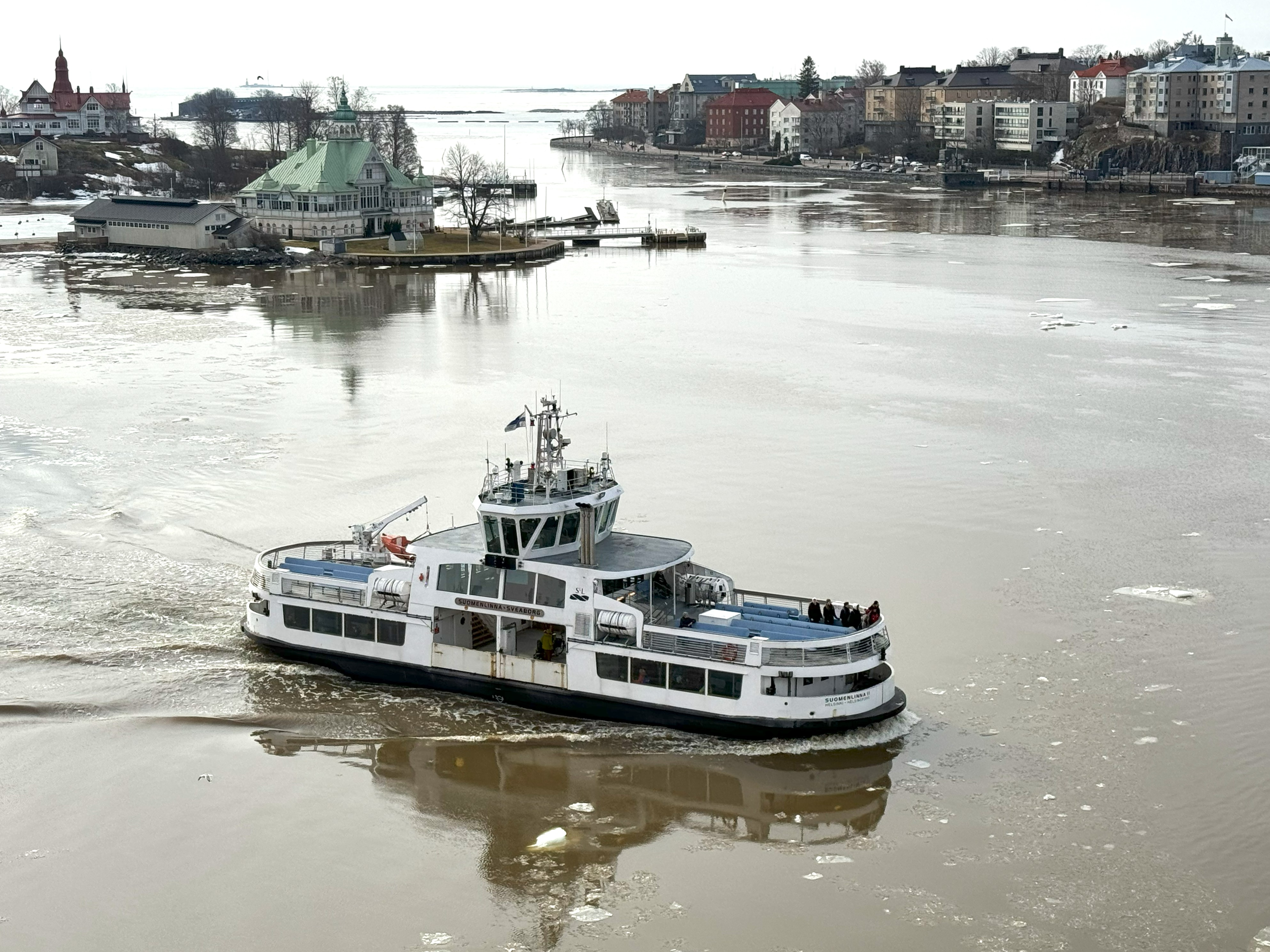
M/S Suomenlinna II på väg mot Salutorget i Helsingfors. Överst till vänster syns ön Klippan och Nyländska Jaktklubben på Blekholmen. Till höger Brunnsparken.

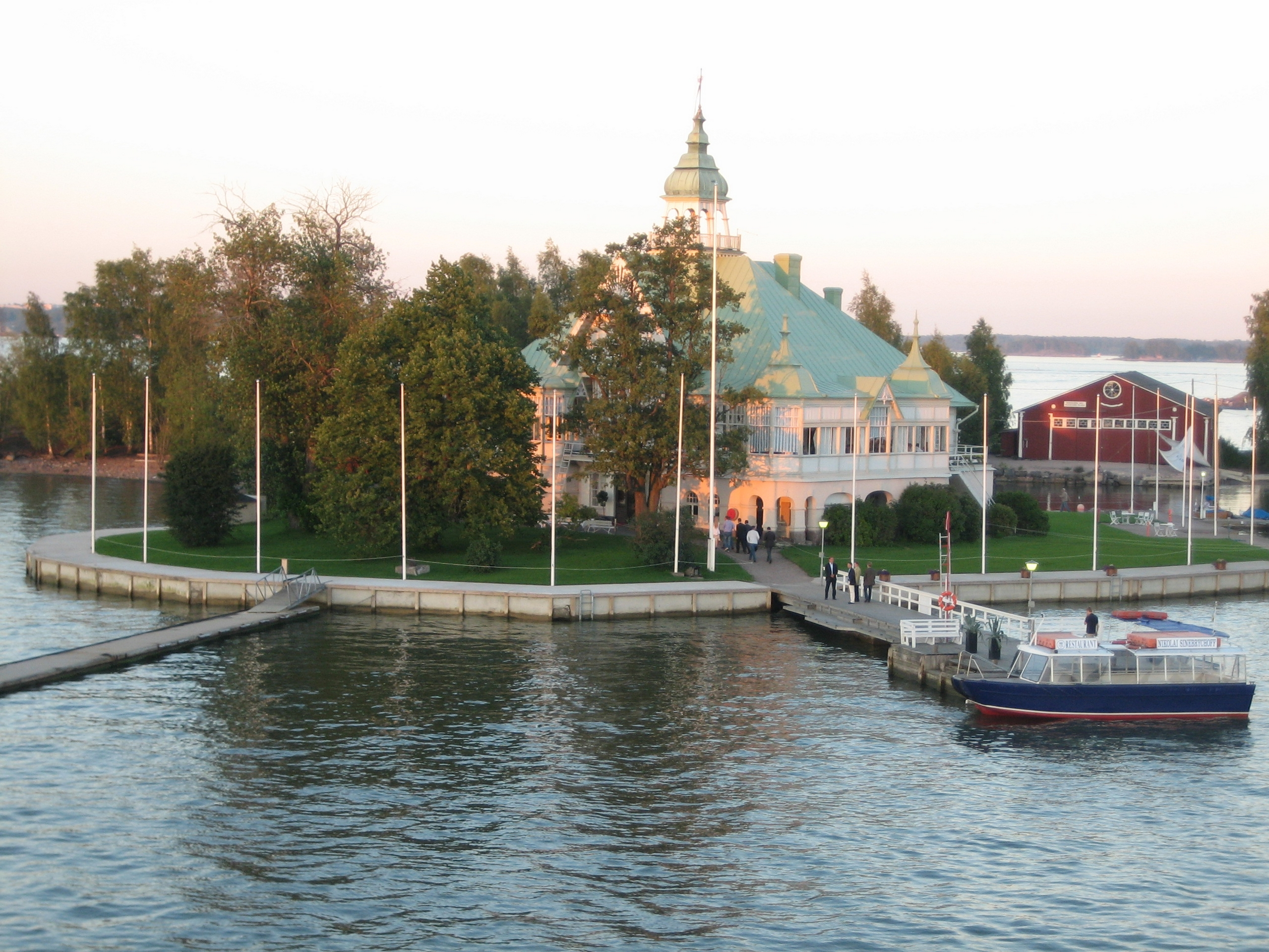
Segelföreningen NJK:s klubbhus på Blekholmen

Blekholmen (finska: Valkosaari) är en holme i Södra hamnen i Helsingfors.  Holmen hyser sedan 1885 Finlands nästäldsta segelförening, Nyländska Jaktklubben, (NJK), grundad 1861. Det nuvarande klubbhuset, ritat av arkitektbyrån Estlander & Zettergren stod färdigt i augusti 1900.
Båthamnen fungerar också som gästhamn.